# Kühbach (Floß)
Kühbach ist Ortsteil des Marktes Floß im Bezirk Oberpfalz im Landkreis Neustadt an der Waldnaab.

## Geographische Lage
Der Weiler Kühbach liegt ungefähr 500 Meter südlich von Floß am Osthang der 536 Meter hohen Kuppel und an der Staatsstraße 2181.

## Geschichte

### 16. Jahrhundert
Im Steuerregister von 1516 wurde Kühbach (auch: Kuebach) mit 2 Bauern erwähnt.
Das Steuerbuch von 1541 zählte in Kühbach 2 Bauern, 7 Pferde, 15 Rinder, 6 Jungrinder, 37 Schafe, 8 Schweine.
Im Salbuch von 1598 wurde Kühbach mit drei Höfen und einem Hirt genannt.
Auf diesen Höfen saßen die Bauern Paulßen Meierhöfer, Andreßen Hegen und Heinz Eißmann.
In der Vogelschen Karte von 1600 ist Kühbach mit fünf Gebäuden eingezeichnet.

### 17. Jahrhundert
Während des Dreißigjährigen Krieges zogen in den Jahren 1620 und 1621 die Mansfeldischen Soldaten durch Kühbach.
Dabei raubten sie den Bauern 13 Kühe, 9 Kalbinnen, 1 Kalb, 5 Ochsen, 10 Schafe, 3 Schweine, 12 Gänse, 50 Hennen, 2 Enten, 1 1/2 Achtl Korn, 2 Achtl Hafer, 10 Maaß Schmalz,  2 (Männer-)Röcke, 2 lederne Wams, 14 Tücher, 5 Säcke, 4 Betttücher, 1 Tischtuch und mehrere Kleidungsstücke (Hauben, Krägen usw.), verschiedener Hausrat.
3 Truhen wurden zerhauen und die Schlösser mitgenommen.
Eine Schadensaufstellung für Kühbach aus dem Jahr 1621 ergab einen Schaden von insgesamt 302 Gulden und 47 Kreuzer.
In einer Bestandsaufnahme des Pfalzgrafen von Pfalz-Sulzbach Christian August aus dem Jahr 1661 war Kühbach mit zwei Höfen der Inhaber Hannß Löb und Adam Högen verzeichnet.

### 18. Jahrhundert
Eine Beschreibung des Fürstlichen Pflegamtes Floßerbürg aus dem Jahr 1704 verzeichnete für
Kühbach 2 Mannschaften, 2 Höfe.
In einer historisch-statistischen Beschreibung des Pflegamtes Floß von 1794 wurden aufgeführt für
Kühbach 2 Bauern, 1 Tagelöhner, 1 Hirt, insgesamt 30 Einwohner.
Um 1800 hatte Kühbach 4 Häuser und 28 Einwohner.

### 19. Jahrhundert bis Gegenwart
Kühbach gehörte zum Anfang des 19. Jahrhunderts gegründeten Steuerdistrikt Boxdorf.
Der Steuerdistrikt Boxdorf hatte insgesamt 93 Einwohner und 10 Wohngebäude.
Kühbach gehörte zur Ruralgemeinde Schönbrunn.
Die Landgemeinde Schönbrunn bestand aus den Dörfern Schönbrunn, Boxdorf, Hardt und Haupertsreuth und den Weilern Kühbach und Würzelbrunn.
Die Ortschaft Kühbach hatte 1817 42 Einwohner und 4 Wohngebäude, 1861 31 Einwohner und 1961 21 Einwohner und 5 Wohngebäude.
Am 1. Januar 1972 wurde die Gemeinde Schönbrunn und damit auch Kühbach in den Markt Floß eingegliedert.

## Hausnamen in Kühbach
- Stahl: Kühbach 1, fast 300 Jahre lang hießen die Besitzer des Hofes Stahl.
- Stichbauer (Stie'bauer): Kühbach 2, 1656 kaufte Hans Stich den Hof, vorher hatte er den Hof in Boxdorf 1.[13]